# 洪碩晙
洪碩晙（：／ Hong Seok-joon，1966年5月17日—），大韓民國保守派政治人物，第21屆國會議員。